# Arius acutirostris
Arius acutirostris är en fiskart som beskrevs av Day, 1877. Arius acutirostris ingår i släktet Arius och familjen Ariidae. IUCN kategoriserar arten globalt som livskraftig. Inga underarter finns listade i Catalogue of Life.